# Spaniopappus
Spaniopappus, rod glavočika iz podtribusa Oxylobinae, dio tribusa Eupatorieae. Postoji 5 vrsta sa Kube

## Opis
Spaniopappus uključuje 5 zeljastih ili grmolikih višegodišnjih vrsta s Kube. Rod je donekle sličan Ageratini, ali se razlikuje po svojim fistuloznim stabljikama, nedostatku žlijezda, preklapajućim braktejama i režnjevima vjenčića koji su papilozni na obje površine.

## Vrste
1. Spaniopappus bucheri (B.L.Rob.) R.King & H.Rob.
2. Spaniopappus ekmanii B.L.Rob.
3. Spaniopappus hygrophilus (Alain) R.M.King & H.Rob.
4. Spaniopappus iodostylus (B.L.Rob.) R.M.King & H.Rob.
5. Spaniopappus shaferi (B.L.Rob.) R.M.King & H.Rob.

## Sinonimi
Nema.